# 경제인
경제인(経済人) 또는 호모 에코노미쿠스 (homo economicus)는 오로지 경제적 합리성에만 기초를 두어 개인주의적으로 행동하는(이라고 상정한) 인간상.

## 개설
「경제인」은 「homo economicus」의 역어로, 「오로지 "경제적 합리성"에게만 기초를 두고, 한편 개인주의적으로 행동한다(할 것이다)라고 상정한, 인간에 관한 상·모형·관념이다.
「경제인」이라는 모형은 경제학이 성립하기에 즈음해 일정한 성공을 거두어 왔지만, 실제의 인간의 행동은 종래의 경제학이 상정해 왔을 정도에는 "경제 합리적"은 아니다. 인간은 「경제인」이라는 상정·모형에서는 설명할 수 없는 종류의 경제활동도 실시해, 자주 손익을 도외시하는 가치관을 안아 행동을 선택해, 또 자신 개인보다 집단·사회를 중시하거나 다른 사람 쪽을 존경해 자신을 버리기 이타적 행동을 선택하기도 한다. 그러한 현상이 무시할 수 없게 되면, 경제학자는 「사람은 경제 합리성을 요구하고 있을 것이다」라는 가정·전제를 질질 끌면서 「한정 합리성」이라는 용어·개념을 만들어 내 분석하게 되었다. 또 별각도에서는 「이타성」이라는 용어·개념을 이용해 분석되게 되었다. 또, 실제의 관찰이나 실험에 의해서, 실제의 인간의 행동은 원래 근본적으로 「경제 합리성」이라는 축이나 도리가 아니고, 근본적으로 꽤 다른 형태로 인간의 마음에서 나타나 심리적·정적으로 선택되고 있다는 것이 밝혀져, 행동 경제학이라는 분야에서, 실제의 관찰 및 심리학이나 인지과학의 지식을 기반으로서 연구되고 있다.

## 모형의 역사·변천
애덤 스미스가 생각해 낸 인간의 모형은 제레미 벤담 류의 공리주의의 사상을 경유해, 또 윌리엄 스탠리 제번스들의 영향을 받고, 「물욕의 충족을 이기적으로 추구하는 인간」이라는 생각을 낳았다.
「경제인」이라는 모형에서는, 어디까지나 「소여의 욕망 체계의 아래에서 만족 혹은 효용을 최대로 하도록 행위하는」경우를 "합리적"이라고 부르고 있다. 이러한 "합리성"이 가장 간단하게 발휘되는 것은 효용이 양적으로 측정될 수 있는 경우이다. 벤담에는 기쁨·고통의 강도, 지속성 및 확실성 등이라는 주관적 한편 개인적 기준과 연령·성별·교육 등이라는 객관적 한편 사회적 기준을 마련하고, 효용을 측정하려는 노력을 하고 있었다. 그렇지만 효용의 양적인 측정 가능성은 물욕으로부터의 효용을 포함해 당시의 심리학의 시점으로부터 큰 의의에 노출되었다. 거기서 경제학자의 상당수는 효용의 실체적 내용에 대해 음미·검토하는 것을 피하게 되어, 선택의 형식적 질서에 대해 고찰한다는 방향으로 향했다. 즉, 기수적가측성의 전제 위에 성립하는 것으로서 효용을 정의하지 않게 되어, 서수적가측성만을 전제 혀 이식해로 견딜 수 있어 끊는 효용 함수의 개념에 의거하고, 「효용 함수를 최대로 하도록 행위하는 것이 합리적이다」라고 간주했다(한계 효용 이론의 항목도 참조). 또, 실제로는 쾌락·고통은 여러 가지 것이 있지만, 그 중에서 굳이 개인주의적인 것만을 선택·중시해(이기적), 이타성을 고려하지 않았다. 이 두 개의 "합리성"과 "이기적인 효용 함수"를 가진다는(라고 상정한) 것이 「경제인」이라는 모형의 내용·정의이다.

## 문제점과 비판
그렇지만, 효용 이론으로부터 선택 이론에의 추이는, 한편에서는 형식적 엄밀성이라는 과학의 요청을 만타 하지만, 한편에서는 욕망 형성이 실제로는 사회적, 문화적 및 정치적인 제요인에도 의존하고 있는 것에는 배려가 부족하고 있다. 그 때문에, 근대 경제학 방법적 특징인 개인주의적 혹은 요소론적인 성격을 강하게 할 수 있어 그 결과적으로, 그러한 방법을 채용하지 않은 사회제과학과 근대 경제학과의 교류가 곤란하게 되어 갔다. 더하고, 예를 들어 경제정책에 대해 논의하는 경우와 같이, 제개인의 선택 결과에 대해 가치 판단을 내리려고 하면, 선택의 합리성을 둘러싼 형식적 분석 뿐만이 아니라, 선택의 의미 내용에 대해서도 논의해야 한다. 그러나, 그러한 논의를 위한 새로울 준비가 없었기 때문에, 근대 경제학은 「물욕을 둘러싼 쾌락의 최대화」라는 낡은 「경제인」의 상정에 의지할 수 밖에 없었다.
이러한 낡은 「경제인」의 상정이 개인주의와 물질주의에 근거한 근대 경제학의(새롭다고 생각되고 있다) 형식적 분석을 지지하고 있다고 말할 수 있다. 또, 인류학이나 경제사의 시점에서는, 인간은 사회적인 지위, 권리, 자산을 위해서 행동하는 것이며, 개인적 이익이나 재화의 소유는 결과에 지나지 않는다고 비판되기도 한다.